# Micronephthys abranchiata
Micronephthys abranchiata är en ringmaskart som först beskrevs av Ehlers 1913.  Micronephthys abranchiata ingår i släktet Micronephthys och familjen Nephtyidae. Inga underarter finns listade i Catalogue of Life.